# Maria Ligor
Maria Ligor⁠ (ur. 1 stycznia 1967 w Bukareszcie) – rumuńska dyplomatka i urzędniczka państwowa, ambasador Rumunii w Hiszpanii, Kanadzie i Finlandii, w latach 2016–2017 minister delegowany ds. kontaktów z diasporą.

## Życiorys
Absolwentka Instytutu Politechnicznego w Bukareszcie (1990) i Kolegium Europejskiego w Brugii (1995). Kształciła się także w zakresie dyplomacji i europeistyki w ramach SNSPA w Bukareszcie, politologii na Université Libre de Bruxelles oraz w John F. Kennedy School of Government na Uniwersytecie Harvarda. Była stypendystką w ramach Robert Schuman Fellowship.
Od 1996 związana zawodowo z ministerstwem spraw zagranicznych, pracowała w ambasadzie w Luksemburgu oraz w stałym przedstawicielstwie Rumunii przy Unii Europejskiej. Od 2003 do 2006 była dyrektorem generalnym ds. europejskich w resorcie. W latach 2006–2011 pozostawała ambasadorem Rumunii w Hiszpanii i jednocześnie stałym przedstawicielem przy Światowej Organizacji Turystyki (w 2010 objęła funkcję wicedyrektora rady wykonawczej WTO). Od kwietnia do maja 2012 tymczasowo zajmowała stanowisko sekretarza stanu w MSZ. W 2013 została stałym przedstawicielem przy Organizacji Międzynarodowego Lotnictwa Cywilnego, zasiadła też w radzie zarządzającej Europejskiego Funduszu na rzecz Demokracji. W tym samym roku objęła funkcję ambasadora Rumunii w Kanadzie.
W lipcu 2016 została ministrem delegowanym ds. kontaktów z diasporą w rządzie Daciana Cioloșa. Zakończyła pełnienie tej funkcji wraz z całym gabinetem w styczniu 2017. Została następnie pełnomocnikiem ministra ds. współpracy międzynarodowej, promocji demokracji i praw człowieka. W 2020 otrzymała nominację na ambasadora Rumunii w Finlandii.
Odznaczona m.in. Orderem Narodowym Zasługi V klasy (2004) i Krzyżem Wielkim Orderu Izabeli Katolickiej (2012).

## Życie prywatne
Mężatka, ma córkę. 